# لوون پاچاجیان
لوون پاچاجیان (به ارمنی: Լեւոն Պաչաջյան); (زاده ۲۰ سپتامبر ۱۹۸۳ در ایروان)، بازیکن فوتبال اهل ارمنستان می‌باشد. او هم‌اکنون برای تیم باشگاهی Södertälje FK بازی می‌کند.

## باشگاهی
این بازیکن سابقه بازی در تیم‌های باشگاهی ارمنستان، سوئد، نروژ و ایران را نیز در کارنامه دارد.
از باشگاه‌هایی که در آن بازی کرده‌است می‌توان به فردریک اشتاد، صنعت نفت آبادان، گایس گوتبرگ، میکا و پیونیک ایروان اشاره کرد.

## تیم ملی
وی سابقه بازی در تیم ملی فوتبال ارمنستان نیز را دارد. پاچاجیان نخستین بازی ملی خود را که یک بازی دوستانه بود در تاریخ ۱۸ فوریه ۲۰۰۴ در پافوس در مقابل مجارستان انجام داده‌است. وی نخستین گل ملی خود نیز در یک بازی دوستانه بود در تاریخ ۲۸ مه ۲۰۰۸ در تیراسپل در مقابل مولداوی به ثمر رساند.

## آمارهای تیم ملی
| تیم ملی فوتبال ارمنستان | تیم ملی فوتبال ارمنستان | تیم ملی فوتبال ارمنستان |
| سال                     | حضورها                  | گل‌ها                    |
| ----------------------- | ----------------------- | ----------------------- |
| ۲۰۰۴                    | ۴                       | ۰                       |
| ۲۰۰۵                    | ۱                       | ۰                       |
| ۲۰۰۶                    | ۳                       | ۰                       |
| ۲۰۰۷                    | ۱۰                      | ۰                       |
| ۲۰۰۸                    | ۱۰                      | ۱                       |
| ۲۰۰۹                    | ۲                       | ۰                       |
| ۲۰۱۰                    | ۶                       | ۱                       |
| ۲۰۱۱                    | ۱                       | ۰                       |
| مجموعاً                  | ۳۷                      | ۲                       |

## دستاوردها
او در سال ۲۰۰۷ به عنوان بهترین بازیکن لیگ برتر فوتبال ارمنستان برگزیده شد.
او با تیم پیونیک ایروان تا کنون موفق به کسب ۹ جام مختلف شده‌است که عبارتنداز:
- لیگ برتر فوتبال ارمنستان به همراه پیونیک: ۲۰۰۳، ۲۰۰۴، ۲۰۰۵، ۲۰۰۶، ۲۰۰۷
- جام استقلال ارمنستان به همراه پیونیک: ۲۰۰۴
- سوپر جام فوتبال ارمنستان به همراه پیونیک: ۲۰۰۳، ۲۰۰۴، ۲۰۰۶